# تجمع بدوشعب يجى (حجر)
'

تعديل مصدري - تعديل

تجمع بدوشعب يجى هي إحدى قرى عزلة الجول بمديرية حجر التابعة لمحافظة حضرموت، بلغ تعداد سكانها 43 نسمة حسب تعداد اليمن لعام 2004.